# 최운산
최운산(崔雲山, 1885년 11월 17일 ~ 1945년 7월 5일)은 한국의 독립운동가이다. 중국 지린성 출신이다. 어릴 때는 최명길(崔明吉), 장작림 군벌에 있을 땐 중국식의 최풍(崔豊), 간도 제1의 거부로서 경제활동을 할 때는 최만익(崔萬益), 무장투쟁을 할 때는 최문무(崔文武)·최빈(崔斌)·최운산(崔雲山)을 사용했고, 러시아에서 무기를 밀매할 때는 최고려(崔高麗), 중국 장사꾼으로 위장해 첩보활동을 할 때 최복(崔福)을 사용했다. 8개의 이름을 가졌지만 모두 한 사람이다.

## 생애
19세기 말 고종이 파견한 동간도 옌볜(延邊) 관리책임자(도태) 최우삼의 둘째 아들로 1885년 11월 17일 태어났다. 형 최진동, 동생 최치흥과 함께 1908년 동삼성(동북 3성)의 중국군 보위단에 군관으로 입대했다. 최운산은 왕청현 총대(총판)로도 활약했는데 동삼성 일대의 지적 정리 과정에서 기회가 찾아왔다. 광대한 황무지를 헐값에 불하받은 것이다. 최운산의 목장에서 키운 소들은 최소 100마리에서 수백 마리 단위로 훈춘을 거쳐 연해주로 팔려 나갔다. 콩기름 공장 등 생필품 공장을 운영하며 북만주 제1의 거부가 되었다. 동간도의 지리적 요충지인 봉오동 골짜기에 신한촌과 독립군 기지를 건설하고 무장 독립군대를 양성해 국내 진공의 기회를 노렸다.
1912년 최운산은 1개 중대 병력으로 자위대를 구성했는데, 숫자가 점점 불어나 1915년에는 봉오동에 막사를 짓고 연병장을 닦아 부대원들을 훈련했다. 1919년 3·1운동에 이어 4월 11일 대한민국 임시정부가 수립되자 그는 670명의 자위부대를 대한군무도독부란 이름의 독립군으로 재창설했다. 자신은 참모장으로 병참을 책임지고 최진동과 최치흥은 각각 사령관과 참모를 맡았다. 이듬해에는 6개월 과정의 군사학교인 사관연성소를 설립했다.
최운산은 1920년 5월 독립군 부대 통합의 산파역으로 나섰다. 북로군정서·대한국민회·군무도독부·대한신민단·광복단·의군부 6개 단체 대표는 봉오동에서 연석회의를 열었고, 최진동의 군무도독부, 홍범도의 대한독립군, 안무의 국민회군을 합쳐 대한북로독군부를 창설하기로 합의했다. 최운산은 참모장을 맡고 사령관 격인 부장(府長)에는 최진동이 추대됐고 안무가 부관(副官)이 됐다. 홍범도는 북로제1군사령부 부장(部長)에 임명됐다.
부대 운영과 전투에 필요한 무기, 식량, 피복 등의 보급은 모두 최운산의 몫이었다고 한다. 그는 땅을 팔아 요즘 가치로 따지면 150억 원에 이르는 5만 원의 군자금을 마련했다. 1차대전에 오스트리아-헝가리 제국의 일원으로 참전했다가 러시아 내전에 휘말린 체코군은 블라디보스토크에서 무기를 팔아 귀환 자금을 마련하려고 했는데, 최운산의 자금력과 러시아 네트워크 덕분에 독립군이 이를 사들일 수 있었다.
1920년 들어 독립군들은 산발적으로 국내 진공 작전을 펼쳤다. 그때마다 일본군은 추격전을 펼쳐 애꿎은 양민을 학살하는 일이 반복됐다. 1920년 6월 4일 새벽에도 박승길이 이끄는 신민단 부대 30여 명이 함경북도 종성군 강양동의 일본군 초소를 급습하자 일본군은 두만강을 건너 지린(吉林)성 허룽(和龍)현 삼둔자까지 들어와 양민들을 살육했다.
이 소식을 들은 북로독군부는 산기슭에 잠복해 있다가 철수하는 일본군을 공격해 큰 타격을 입혔다. 봉오동 전투의 서전을 장식한 삼둔자 전투였다. 이번에는 함북 나남에 주둔하던 일본군 19사단이 6월 6일 밤 국경을 넘어 독립군의 근거지인 봉오동으로 진격해왔다. 독립군은 유인작전과 매복작전을 적절히 구사하며 대승을 거뒀다. 임정 기록에 따르면 일본군은 157명이 숨지고 300여 명이 부상한 반면 독립군 피해는 전사 4명, 부상 2명에 그쳤다.
청산리·대전자령 전투와 함께 독립군 3대 대첩의 하나로 꼽히는 봉오동 전투는 중국 영토인 만주에서 독립군과 일본군 사이에 벌어진 최초의 대규모 전투였다. 대한북로독군부가 일본군 부대를 궤멸시킴으로써 사기가 크게 올랐고 독립군 부대 연합에 대한 열망과 기대도 높아졌다. 이는 그해 10월 항일투쟁 사상 최대의 승전보로 꼽히는 청산리 대첩으로 이어졌다.
그러나 봉오동에 독립군 진지를 구축하고 독립군 부대 통합을 끌어내 승리의 기틀을 만든 최운산의 공로는 100년 가까이 묻혀왔다. 국가보훈처의 독립유공자 공훈록에는 "최진동의 동생으로 군자금 5만 원을 지원하고 이들 3형제가 합심해 도독부 및 독군부를 조직했다"는 정도로만 간략히 기재돼 있다.
봉오동 전투의 숨은 영웅인 최운산은 독립군에게 무기와 군자금을 제공하며 일생 동안 독립운동을 한 인물로, 한때 '만주 최고 부호'로 불렸지만 전 재산을 투입해 봉오동 산중에 투쟁기지를 건설했다. 최운산이 없었다면 1920년 봉오동 전투도 만들어지지 않았을 것이라는 말이 나오는 이유다.
봉오동전투 이후에도 최운산은 수십년 동안 계속 돈을 벌면서 무장투쟁을 이어갔고, 재산 대부분을 군자금으로 소진해, 해방 직전에는 대부분의 토지를 매각해 어렵게 지냈다. 
1924~1926년 3년간 투옥된 것을 시작으로 1939년 일본 경찰서 습격과 군자금 모집, 창씨개명 거부 등으로 10개월간 감옥에 갇힌 것까지 일생 동안 모두 6번 옥고를 치렀다. 1930년대에도 우수리강전투, 나자구전투, 대황구전투, 도문대안전투, 안산리전투, 대전자령전투에 참전했다. 그러다가 일본에 유학 중이던 장남 최봉우(일명 최치영·1922~2001)가 학도병 징집을 피해 봉오동으로 돌아왔다가 일제에 붙잡혀 모진 고문을 당하고 풀려나 평양으로 피신, 최운산 장군도 해방 직전 체포되어 고문을 당하다 풀려나자마자 평양의 아들집으로 피신했으나 1945년 7월 5일, 광복을 불과 40여 일 앞두고 평양에서 고문 후유증으로 순국했다.
순국한 지 32년 만인 1977년에 대통령표창이 추서됐다가 1990년 건국훈장 5등급에 해당하는 애족장으로 격상됐다. 국가보훈처가 2008년 최문무에게 애국장을 추서했으나 그는 최운산의 다른 이름이었다는 주장과 이에 대한 반론이 있다.

## 가족
최진동은 3등급인 건국훈장 독립장을 받았으나 최치흥은 독립유공자로 인정되지 못해 중국에서 조선족으로 살다가 국내로 귀환한 후손들이 생활에 어려움을 겪고 있다.
2018년 8월 13일 방송된 EBS 1TV 광복절 특집 다큐멘터리 <발굴추적, 어느 삼형제의 선택>에서는 조국의 광복에 모든 것을 걸고 노블레스 오블리주를 실천한 최씨 삼형제를 새롭게 조명했다.
최운산의 부인은 김성녀다. 김성녀는 광복 이전까지 만주에서 독립군 대부대가 독립운동을 할 수 있도록 함께 일선에 있었다. 군복 제작, 독립군 식사, 비밀첩보활동, 군자금 모금, 정보전달, 독립군 살림 일체를 담당하며 독립전선에서 있었지만 현재 자료 부족으로 서훈에 어려움을 겪고 있다. 하지만 본인이 남편을 서훈하기 위해 썼던 진정서에는 독립운동 전반의 기록이 간략하게나마 담겨 있다.
최운산과 김성녀는 11명을 낳았다. 그중에 4명은 어려서 잃었다. 위로부터 청옥, 영옥, 옥순, 옥순과 연년생으로 첫아들인 봉우(鳳羽)와 둘째아들 봉학(鳳鶴), 그리고 막내딸 계순과 많은 막내아들 호석까지 딸 넷과 아들 셋, 7남매가 남아 성장했다. 현재 호석이 생존 중이다.
3남 4녀 자녀들은 일제 강점기와 한국 전쟁 와중에 뿔뿔이 흩어졌고 장남 최봉우는 6ㆍ25 전쟁이 터져 부산으로 내려와 정착했다. 셋째아들 최호석은 큰누나, 둘째형과 중국 도문 시에 남겨졌다. 그러다 1986년 KBS의 <이산가족찾기> 방송을 통해 우리나라에 살던 큰형 봉우와 재회했고, 한국으로 귀화했다. 그동안 최호석은 국내 대학에서 중국어 강사를 하면서 생계를 유지해 왔는데, 당뇨에다 척추와 목 수술까지 받으면서 가계가 기울었다고 한다. 서울 화곡동 14평짜리 빌라에 살며 독립유공자 후손들에게 주는 연금으로 생활하고 있다.